# لوران آر هافستاد
لوران آر هافستاد (انگلیسی: Lawrence R. Hafstad؛ زاده ۱۹۰۴ درگذشته ۱۹۹۳) یک فیزیک‌دان اهل ایالات متحده آمریکا بود.